# Os Mutantes
Os Mutantes is een Braziliaanse rockband. Os Mutantes wordt gezien als een invloedrijke band en een belangrijk deel van de Braziliaanse Tropicáliabeweging eind jaren 1960.

## Eerste periode: 1966-1974
Os Mutantes werd opgericht in 1966 in São Paulo. De broers Arnaldo Dias Baptista (bas, keyboard, drums) en Sérgio Dias Baptista (gitaar) hadden als tieners al een paar bandjes gehad. In 1966 startten ze de band Os Mutantes met zangeres Rita Lee. Later kregen ze versterking van broer Cláudio Baptista (elektronica). De naam Os Mutantes was een verwijzing naar de sciencefictionroman O Planeta dos Mutantes.
Os Mutantes sloot zich aan bij de Braziliaanse tropicáliabeweging. Dit was een avant-garde collectief van artiesten, kunstenaars, dichters en filmmakers, die zich afzette tegen de politieke en culturele gevestigde orde. Os Mutantes werkte samen met tropicália-artiesten Gilberto Gil en Caetano Veloso. Os Mutantes werkte ook mee aan Tropicalia: Ou Panis et Circenses (1968). Dit was een belangrijk album van de tropicáliabeweging, met medewerking van Gilberto Gil, Caetano Veloso, Gal Costa, Tom Zé en Nara Leão.
Net als de tropicália-artiesten Gilberto Gil en Caetano Veloso maakte Os Mutantes een experimentele en vernieuwende mix van Braziliaanse muziek en Amerikaanse en Britse pop en rock. In hun provocaties en politieke uitingen werden ze echter beperkt door de Braziliaanse militaire dictatuur. Dat regime zag Os Mutantes als gevaarlijke verspreiders van een hippie-levensstijl van seks, drugs en rock-'n'-roll. Albums van de band werden gecensureerd, en er vonden invallen plaats tijdens concerten. Later werden Gil en Veloso gevangen gezet.
De tropicália-beweging duurde maar enkele jaren, maar was ondanks dat invloedrijk.
In 1968 bracht de band hun debuutalbum Os Mutantes uit, gevolgd door Mutantes in 1969. De muziek op Os Mutantes' eerste albums was een mix van psychedelische pop, rock, Braziliaanse muziek en musique concrète. De muziek werd ook omschreven als speels, creatief, virtuoos en innovatief. Os Mutantes experimenteerde met distortion, audiofeedback en andere effecten. Allmusic noemde het debuutalbum verreweg hun beste album en schreef dat het veel experimenteler was dan andere albums van Britse of Amerikaanse psychedelische bands uit die tijd.
Op de albums Divina Comédia ou Ando Meio Desligado (1970) and Jardim Eletrico (1971) verschoof het accent van psychedelica naar blues en hardrock.
Rita Lee verliet de band in 1972, na het album E Seus Cometas No Pais do Baurets. Het is niet duidelijk of ze de band verliet of werd weggestuurd. Wel duidelijk is dat ze zich na haar vertrek ging richten op haar solocarrière. Ook in de jaren daarna waren er wijzigingen in de bezetting, zo verliet ook Arnaldo Baptista de groep. Baptista had jarenlang te lijden onder psychische problemen, mogelijk deels als gevolg van zijn LSD-gebruik.
Een muzikale wijziging op de volgende albums was een toenemende invloed van progressieve rock.
In 1974 bracht de groep hun (voorlopig) laatste studio-album uit. Daarna raakte Os Mutantes in de vergetelheid.

## Hernieuwde belangstelling en terugkeer
Tijdens de eerste periode van Os Mutantes, in de jaren 1960 en 1970, was er weinig belangstelling voor de groep buiten Brazilië.
Hier kwam in de jaren 1990 verandering in. De vroege albums van Os Mutantes werden opnieuw uitgebracht, net als twee albums die in de jaren 1970 op de plank waren blijven liggen. Ook bracht  David Byrne's platenlabel Luaka Bop een compilatie-album uit.
Os Mutantes bleek een inspiratiebron te zijn voor Kurt Cobain en Beck, en kon ook David Byrne, Nelly Furtado, Devendra Banhart en Sean Lennon tot hun bewonderaars rekenen. In 1993 werd Os Mutantes door Kurt Cobain benaderd voor een reünie-concert, dit verzoek wezen ze af.
In 2006 kwam er alsnog een reünieconcert in Londen. Rita Lee had geen interesse en werd vervangen door zangeres Zelia Duncan. De jaren daarna ging Os Mutantes weer toeren binnen en buiten Brazilië. Hierbij deden ze ook het Dour Festival en Le Guess Who? aan.
Ook bracht de band diverse nieuwe albums uit zoals Haih Or Amortecedor (met medewerking van Jorge Ben en Tom Zé) en Fool Metal Jack. Deze nieuwe albums werden overwegend positief ontvangen, hoewel niet zo goed beoordeeld als het vroege werk uit de jaren 1970.

## Erkenning en waardering
AllMusic noemde Os Mutantes "een van de meest getalenteerde en radicale bands van het psychedelische tijdperk".
The Independent omschreef de muziek van de band als een "unieke mix van The Beatles psychedelica met hardrock en Braziliaanse ritmes".
Rolling Stone nam het debuutalbum van Os Mutantes in hun lijst van The 10 Greatest Latin Rock Albums of All Time. Mojo nam het dit album op in hun lijst van The 50 Weirdest Albums Ever.
In 2011 werd Os Mutantes genomineerd voor een Latin Grammy Award in de categorie Beste Braziliaanse rockalbum, voor het album Haih Or Amortecedor.

## Discografie (studio-albums)
- 1968: Os Mutantes
- 1969: Mutantes
- 1970: A Divina Comédia ou Ando Meio Desligado
- 1971: Jardim Eletrico
- 1972: Mutantes e Seus Cometas no Pais do Baurets
- 1974: Tudo Foi Feito Pelo Sol
- 1992: O A e o Z
- 2000: Tecnicolor
- 2009: Haih Or Amortecedor
- 2013: Fool Metal Jack
- 2020: Zzyzx